# Râul Bălășina, Tâșla
Râul Bălășina este un curs de apă, afluent al Tâșla. 